# 레아 오르가나
레아 오르가나(Leia Organa)는 루크 스카이워커, 한 솔로와 함께 스타워즈 오리지널 트릴로지의 주인공이다. 아버지는 아나킨 스카이워커이며 어머니는 파드메 아미달라이다.

## 상세

### 시스의 복수
파드메에 의해 낳아져 얼데란에서 베일 오르가나(Bail Organa)에게 입양된다.

### 새로운 희망
탄티브 IV에서 체포되고 은하 제국에 의해 얼데란은 폭파당하고 가족을 잃는다. 그러나 루크와 한이 구출해주고 루크는 데스 스타를 파괴하고 루크와 한은 레이아로부터 메달을 받는다.

### 제국의 역습
얼데란이 데스 스타에 의해 파괴된 0 BBY 이후 제국군의 압박은 팰퍼틴 지시로 더 강화되면서 연합군은 호스행성의 에코기지로 본거지를 옮길 수 밖에 없게 된다. 다스 베이더가 이끄는 막강한 이행보행기 AT-AT Walker를 앞세워 에코기지를 초토화 시키지만 루크와 한 솔로, 레아 오르가나 일행은 간신히 탈출하고 제 2의 반격을 위해 전열을 가다듭는다.

## 레전드 EU 세계관
엔도 전투로부터 5년 후 딸인 제이나 솔로와 아들인 제이센 솔로를 낳는다. 후 아들 아나킨 솔로를 낳는다. 야빈 전투로부터 13년 후 타락한 헛(Hutt) 종족 제다이 벨도리언을 라이트세이버 결투에서 격파한다. 소설 다크 네스트: 조이너 킹 (Dark Nest: The Joiner King)에서 제다이 마스터 사바 세바타인에 제자로 들어가 제다이 수련생이 되어 제다이 기사가 된다.

## 그 외
그녀는 누가 말해주지 않으면 공주라는 걸 모를 정도로 말괄량이였다고 한다.